# Exenterus amictorius
Exenterus amictorius là một loài tò vò trong họ Ichneumonidae.